# Magyarország puhatestűinek listája
Az alábbi lista tartalmazza a Magyarországon előforduló, őshonos és megtelepedett, behurcolt 290 csiga- és kagylófajt. 

## Csigák

### Szárazföldi csigák
Aciculidae

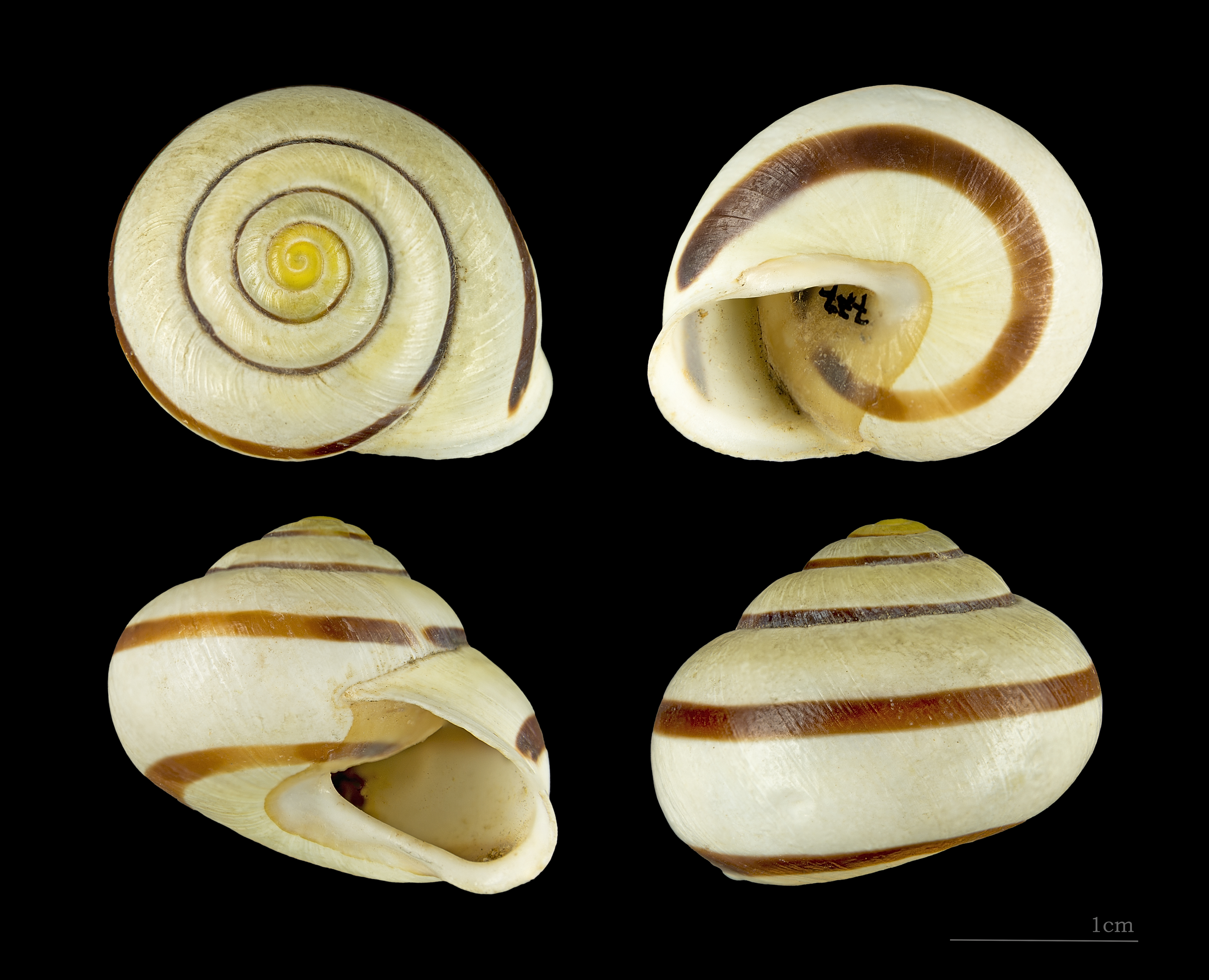
Fehérszájú kerticsiga.

- Acicula banatica – bánáti hegyescsiga
- Acicula perpusilla – tömzsi hegyescsiga
- Acicula polita – sima hegyescsiga

Agriolimacidae
- Deroceras agreste – mezei televénycsiga
- Deroceras laeve – vízbemászó televénycsiga
- Deroceras lothari (klemmi) – ritka televénycsiga
- Deroceras panormitanum – mediterrán televénycsiga
- Deroceras reticulatum – hálós televénycsiga
- Deroceras rodnae – radnai televénycsiga
- Deroceras sturany – pörölyös televénycsiga
- Deroceras turcicum – török televénycsiga

Argnidae
- Agardhiella lamellata – lemezes kascsiga
- Agardhiella parreyssii – nyúlánk kascsiga
- Argna bielzi – rovátkolt kascsiga

Arionidae
- Arion circumscriptus – szalagos lantoscsiga
- Arion distinctus – sötétpajzsú lantoscsiga
- Arion fasciatus – sárgaszalagos lantoscsiga
- Arion fuscus – élénk lantoscsiga
- Arion hortensis – kerti lantoscsiga
- Arion lusitanicus – spanyol lantoscsiga
- Arion oweni – pesthidegkúti lantoscsiga
- Arion rufus – vörös lantoscsiga
- Arion silvaticus – erdei lantoscsiga

Boettgerillidae
- Boettgerilla pallens – nyúlánk házatlancsiga

Bradybaenidae

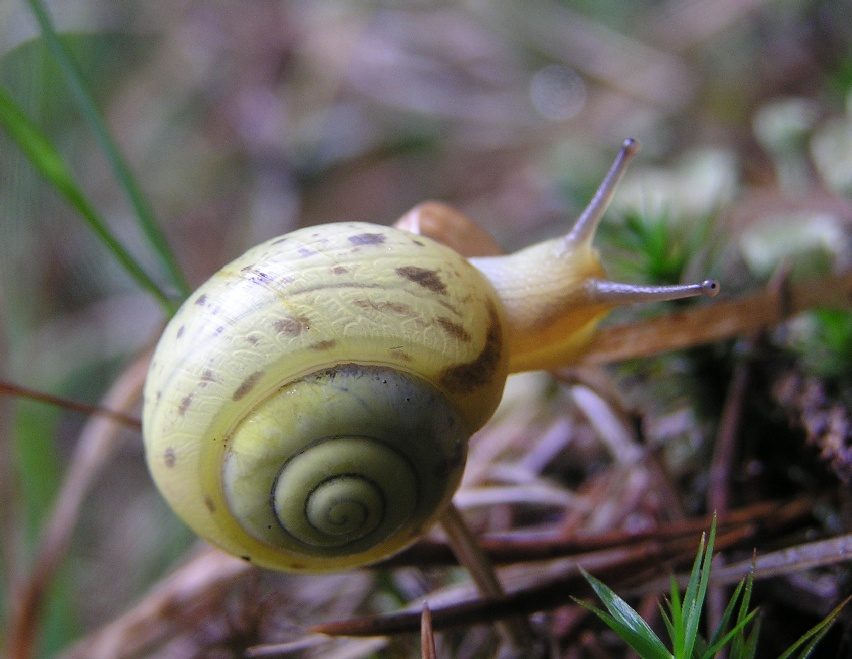
Berki párduccsiga

- Fruticicola fruticum – berki párduccsiga

Chondrinidae
- Chondrina clienta – hamvas magcsiga
- Chondrina clienta arcadica – sokfogú hamvas magcsiga
- Granaria frumentum – sokfogú magcsiga

Clausiliidae
- Alopia livida bipalatalis – kékesszürke kétlemezes orsócsiga
- Alopia straminicollis monacha – ráncostarkójú kárpáti orsócsiga
- Balea biplicata – kétlemezes orsócsiga
- Balea perversa – kúposhéjú orsócsiga
- Balea stabilis – körteszájú orsócsiga
- Bulgarica cana – fehérlő orsócsiga
- Bulgarica rugicollis – ráncos orsócsiga
- Bulgarica vetusta – sudár orsócsiga
- Clausilia cruciata – félkeresztes orsócsiga
- Clausilia dubia – rácsos orsócsiga
- Clausilia dubia vindobonensis – rácsos bécsi orsócsiga
- Clausilia parvula – redőzött orsócsiga
- Clausilia parvula rugosa – redőzött törpe orsócsiga
- Clausilia pumila – bunkóvégű orsócsiga
- Cochlodina cerata – viaszos orsócsiga
- Cochlodina fimbriata – ólomszürke orsócsiga
- Cochlodina laminata – fényes orsócsiga
- Cochlodina marisi – többredős orsócsiga
- Cochlodina orthostoma – egyenesszájú orsócsiga
- Graciliaria inserta – kurta orsócsiga
- Graciliaria undulata – hullámos orsócsiga
- Herilla ziegleri dacica – erdélyi dák orsócsiga
- Laciniaria plicata – soklemezes orsócsiga
- Macrogastra densestriata – hornyoltlemezközű orsócsiga
- Macrogastra latestriata (borealis) – ritkabordájú orsócsiga
- Macrogastra plicatula – vörösesbarna orsócsiga
- Macrogastra plicatula rusiostoma – ráncos vörösesbarna orsócsiga
- Macrogastra ventricosa – hasas orsócsiga
- Pseudofusulus varians – változékony orsócsiga
- Ruthenica filograna – karcsú orsócsiga
- Vestia gulo – tömzsi orsócsiga
- Vestia turgida – északi orsócsiga

Cochlicopidae
- Cochlicopa lubrica – ragyogó fénylőcsiga
- Cochlicopa lubricella – kis fénylőcsiga
- Cochlicopa nitens – kövér fénylőcsiga
- Cochlicopa repentina – egyenesszájú fénylőcsiga

Discidae
- Discus perspectivus – tarajos diszkoszcsiga
- Discus rotundatus – tarka diszkoszcsiga
- Discus ruderatus – barna diszkoszcsiga

Ellobiidae
- Carychium minimum – hasas kétéltűcsigácska
- Carychium tridentatum – karcsú kétéltűcsigácska

Enidae

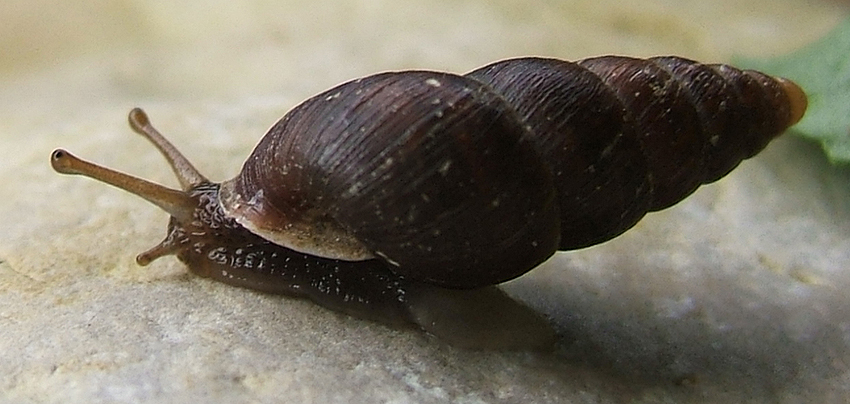
Hegyi csavarcsiga

- Chondrula tridens – háromfogú csavarcsiga
- Ena montana – hegyi csavarcsiga
- Mastus bielzi – zömök csavarcsiga
- Merdigera obscura – kis csavarcsiga
- Zebrina detrita – tornyos zebracsiga

Euconulidae
- Euconulus fulvus – vörhenyes kúposcsigácska
- Euconulus praticola – réti kúposcsigácska

Ferussaciidae
- Cecilioides acicula – ragyogó tűcsiga
- Cecilioides petitiana – mediterrán tűcsiga

Gastrodontidae
- Zonitoides arboreus – arborétumi fényescsiga
- Zonitoides nitidus – csillogó fényescsiga

Helicidae
- Arianta arbustorum – márványozott bozótcsiga
- Cepaea hortensis – fehérszájú kerticsiga
- Cepaea nemoralis – sötétszájú ligeticsiga
- Cepaea vindobonensis – bécsi ligeticsiga
- Cornu aspersum (Helix aspersa) – cirádás éticsiga
- Drobacia banatica – bánáti szalagoscsiga
- Eobania vermiculata – mintás szalagoscsiga
- Faustina faustina – kárpáti sziklacsiga
- Faustina planospira (illyrica) – lapostekercsű sziklacsiga
- Helix lucorum – fehérsávos éticsiga
- Helix lutescens – agyagsárga éticsiga
- Helix pomatia – óriás éticsiga
- Isognomostoma isognomostoma – háromfogú szőröscsiga
- Theba pisana – pizai fűcsiga

Helicodiscidae

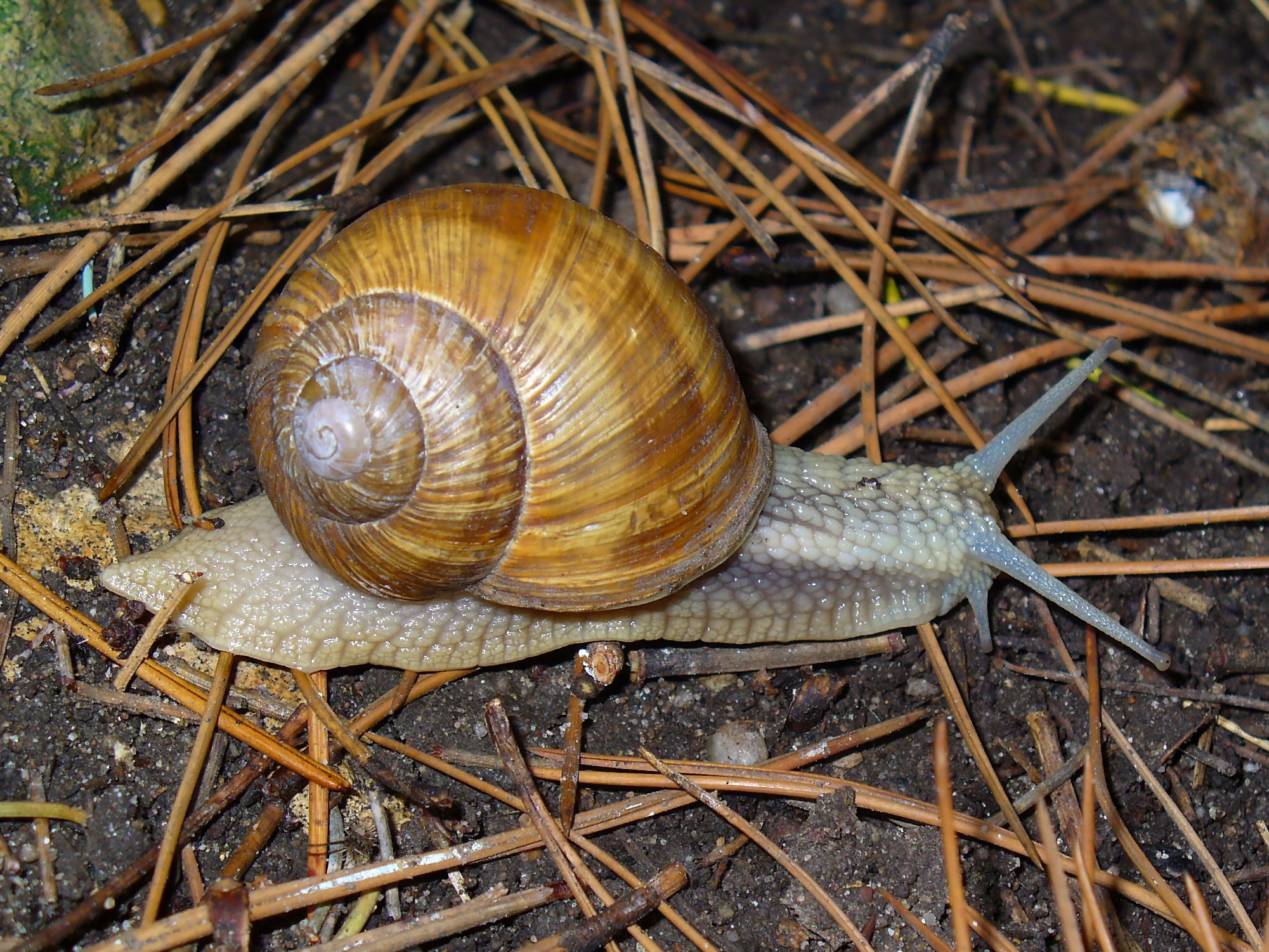
Éti csiga.

- Helicodiscus (Lucilla) singleyanus – talajlakó laposcsigácska

Helicodontidae
- Helicodonta obvoluta – szögletesszájú korongcsiga

Hygromiidae
- Candidula intersecta – fonatos kórócsiga
- Candidula unifasciata – egycsíkú kórócsiga
- Candidula unifasciata soosiana – egycsíkú magyar kórócsiga
- Cernuella neglecta – rőtszájú kórócsiga
- Euomphalia strigella – nagy bokorcsiga
- Helicopsis instabilis – változékony kórócsiga
- Helicopsis striata – bordás kórócsiga
- Helicopsis striata hungarica – bordás magyar kórócsiga
- Hygromia cinctella – világostarajú bokorcsiga
- Kovacsia kovacsi – dobozi pikkelyescsiga
- Lozekia transsylvanica – erdélyi pikkelyescsiga
- Monacha cartusiana – tejfehér kórócsiga
- Monachoides incarnata – vörösínyű bokorcsiga
- Monachoides vicinus – zártköldökű bokorcsiga
- Perforatella bidentata – fehérajkú kétfogúcsiga
- Perforatella dibothrion – rőtajkú kétfogúcsiga
- Petasina filicina – szőrös bokorcsiga
- Petasina unidentata – egyfogú bokorcsiga
- Pseudotrichia rubiginosa – rozsdavörös bokorcsiga
- Trichia bakowskii – sima bokorcsiga
- Trichia erjaveci – szemcsés bokorcsiga
- Trichia hispida – sörtés bokorcsiga
- Trichia lubomirskii – cseh bokorcsiga
- Trichia striolata – csíkos bokorcsiga
- Urticicola umbrosus – árnyékkedvelő hímescsiga
- Xerolenta obvia – lapos kórócsiga

Limacidae

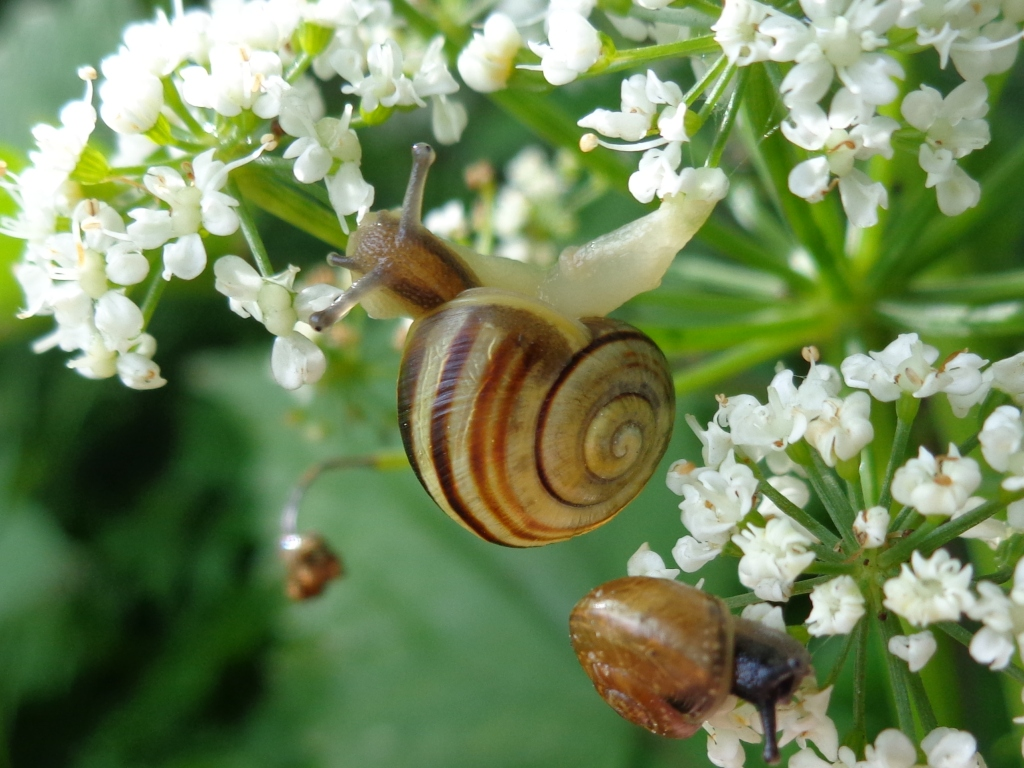
Lapos kórócsiga

- Bielzia coerulans – kék meztelencsiga
- Lehmannia marginata – fáramászó meztelencsiga
- Lehmannia nictelia – éjszakai meztelencsiga
- Lehmannia valentiana – sárgás meztelencsiga
- Limacus flavus – üreglakó meztelencsiga
- Limax cinereoniger – fehércsíkos meztelencsiga
- Limax maximus – óriás meztelencsiga
- Malacolimax tenellus – kecses meztelencsiga

Milacidae
- Tandonia budapestensis – budapesti csupaszcsiga
- Tandonia rustica – nagy csupaszcsiga

Orculidae
- Orcula dolium – nagy kascsiga
- Orcula jetschini – finombordájú kascsiga
- Pagodulina pagodula – hullámosszájú pagodacsiga
- Pagodulina pagodula altilis – kövér hullámosszájú pagodacsiga
- Sphyradium doliolum – kicsi kascsiga

Oxychilidae
- Aegopinella minor – gyakori kristálycsiga
- Aegopinella nitens – mosoni kristálycsiga
- Aegopinella pura – rácsos kristálycsiga
- Aegopinella ressmanni – szélesszájú kristálycsiga
- Daudebardia brevipes – kurta félmeztelencsiga
- Daudebardia rufa – húzotthéjú félmeztelencsiga
- Mediterranea depressa – lapos kristálycsiga
- Mediterranea hydatina – talajlakó kristálycsiga
- Mediterranea inopinata – melegtűrő kristálycsiga
- Morlina glabra – sima kristálycsiga
- Morlina glabra striata – nagy sima kristálycsiga
- Nesovitrea hammonis – sugaras kristálycsiga
- Oxychilus cellarius – pincelakó kristálycsiga
- Oxychilus draparnaudi – nagy kristálycsiga
- Oxychilus orientalis (Cellariopsis deubeli) – keleti kristálycsiga
- Oxychilus translucidus – áttetsző kristálycsiga

Pomatiidae

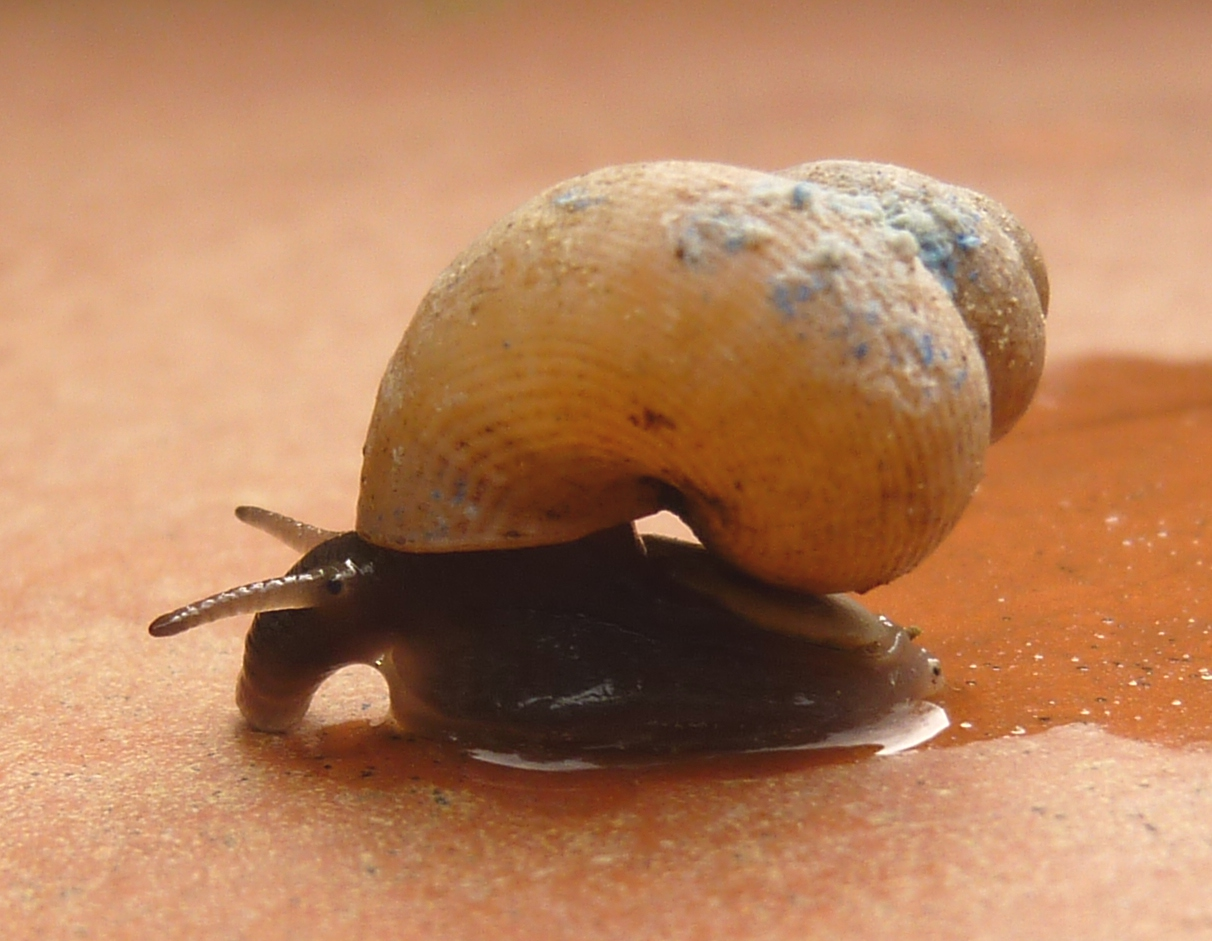
Csinos ajtóscsiga.

- Pomatias elegans – csinos ajtóscsiga
- Pomatias rivulare – hornyolt ajtóscsiga

Pristilomatidae
- Vitrea contracta – tágköldökű gyöngycsigácska
- Vitrea crystallina – kristályos gyöngycsigácska
- Vitrea diaphana – köldöktelen gyöngycsiga
- Vitrea subrimata – szűkköldökű gyöngycsigácska
- Vitrea transsylvanica – erdélyi gyöngycsigácska

Punctidae
- Punctum pygmaeum – erdei paránycsigácska

Pupillidae
- Pupilla muscorum – mohalakó bábcsigácska
- Pupilla sterri – harántvonalas bábcsigácska
- Pupilla triplicata – háromredőjű bábcsigácska

Pyramidulidae
- Pyramidula pusilla – parányi gúlacsigácska
- Pyramidula rupestris – sziklalakó gúlacsigácska

Spelaeodiscidae
- Spelaeodiscus triarius – háromkaréjú bordáscsiga

Subulinidae
- Lamellaxis mauritianus (clavulinus) – mauríciai jövevénycsiga
- Opeas pumilum – trópusi jövevénycsiga

Succineidae
- Oxyloma elegans (dunkeri) – csinos borostyánkőcsiga
- Succinea oblonga – kis borostyánkőcsiga
- Succinea putris – tarkaköpenyű borostyánkőcsiga

Valloniidae
- Acanthinula aculeata – tüskés avarcsigácska
- Vallonia costata – bordás gyepcsigácska
- Vallonia enniensis – sűrűbordájú gyepcsigácska
- Vallonia pulchella – sima gyepcsigácska

Vertiginidae
- Columella edentula – fogatlan oszlopcsigácska
- Truncatellina callicratis – homlokfogú oszlopcsigácska
- Truncatellina claustralis – tarkafogú oszlopcsigácska
- Truncatellina costulata – barázdált oszlopcsigácska
- Truncatellina cylindrica – hengeres oszlopcsigácska
- Vertigo antivertigo – horgasfogú törpecsiga
- Vertigo pusilla – balmenetes törpecsiga
- Vertigo alpestris – havasi törpecsiga
- Vertigo angustior – harántfogú törpecsiga
- Vertigo moulinsiana – hasas törpecsiga
- Vertigo pygmaea – homlokfogú törpecsiga
- Vertigo substriata – bordás törpecsiga

Vitrinidae
- Eucobresia sp. – bütykös csupaszcsiga
- Oligolimax annularis – alpesi üvegcsiga
- Semilimax semilimax – szélesszájú üvegcsiga
- Vitrina pellucida – átlátszó üvegcsiga

Zonitidae
- Aegopis verticillus – óriás gombcsiga

### Édesvízi csigák
Acroloxidae
- Acroloxus lacustris – mocsári pajzscsiga

Amnicolidae
- Bythinella austriaca – osztrák forráscsigácska
- Bythinella hungarica – magyar forráscsigácska

Bithyniidae
- Bithynia leachi – hasas csőröscsiga
- Bithynia tentaculata – hosszúcsápú csőröscsiga
- Bithynia transsylvanica – erdélyi csőröscsiga
- Bithynia troschelii – nagy csőröscsiga

Hydrobiidae
- Bythiospeum hungaricum (gebharti) – magyar vízicsigácska
- Bythiospeum oshanovae – dunai vízicsigácska
- Hauffenia kissdalmae – apró körszájúcsigácska
- Potamopyrgus antipodarum (jenkinsi) – lábas vízicsigácska
- Sadleriana pannonica – pannon karsztcsigácska

Lithoglyphidae
- Lithoglyphus naticoides – folyami kavicscsiga

Lymnaeidae
- Galba truncatula – kis mocsárcsiga

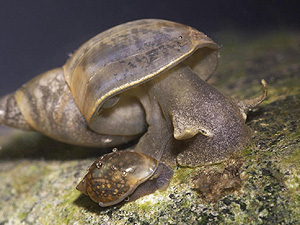
Nagy mocsári csiga.

- Lymnaea peregra (labiata) – vándor pocsolyacsiga
- Lymnaea peregra ovata – zömök vándor pocsolyacsiga
- Lymnaea stagnalis – nagy mocsárcsiga
- Lymnaea viridis – vöröses mocsárcsiga
- Pseudosuccinea columella – amerikai mocsárcsiga
- Radix ampla – karimás mocsárcsiga
- Radix auricularia – fülformájú mocsárcsiga
- Radix balthica (ovata) – balti mocsárcsiga
- Stagnicola corvus – kormos mocsárcsiga
- Stagnicola fuscus – sötét mocsárcsiga
- Stagnicola turricula – tornyos mocsárcsiga

Melanopsidae
- Amphimelania holandri – zalai szurokcsiga
- Fagotia acicularis – csúcsos szurokcsiga
- Fagotia daudebartii acicularis – dunai csúcsos szurokcsiga
- Fagotia daudebartii thermalis – melegvízi kis szurokcsiga
- Fagotia esperi – pettyes szurokcsiga
- Melanopsis parreyssii – bordás szurokcsiga

Neritidae
- Theodoxus danubialis – dunai bödöncsiga
- Theodoxus danubialis strangulatus – dunai sarkos bödöncsiga
- Theodoxus fluviatilis – folyami bödöncsiga
- Theodoxus prevostianus – fekete bödöncsiga
- Theodoxus transversalis – sávos bödöncsiga

Physidae
- Aplexa hypnorum – nyúlánk hólyagcsiga
- Physa fontinalis – szárnyas hólyagcsiga
- Physella acuta – tömzsi hólyagcsiga
- Physella heterostropha – hegyes hólyagcsiga

Planorbidae
- Ancylus fluviatilis – folyóvízi sapkacsiga
- Anisus septemgyratus (leucostoma, calculiformis) – csavart tányércsiga
- Anisus spirorbis – ajakos tányércsiga
- Anisus vortex – élesperemű tányércsiga
- Anisus vorticulus – örvényes tányércsiga
- Bathyomphalus contortus – szorostekercsű tányércsiga
- Ferrissia wautieri (clessiana) – tompa sapkacsigácska
- Gyraulus albus – rácsos tányércsiga
- Gyraulus crista – bordás tányércsiga
- Gyraulus laevis – sima tányércsiga
- Gyraulus riparius – parti tányércsigácska
- Hebetancylus excentricus – körhagyó sapkacsiga
- Hippeutis complanatus – peremes gombcsigácska
- Planorbella nigricans – sötét tányércsiga
- Planorbarius corneus – nagy tányércsiga
- Planorbella duryi – amerikai tányércsiga
- Planorbella trivolvis – háromtekercsű tányércsiga
- Planorbis carinatus – tarajos tányércsiga
- Planorbis planorbis – karimás tányércsiga
- Segmentina nitida – fényes gombcsiga

Thiaridae
- Melanoides tuberculata – tűhegyes koronacsiga

Valvatidae
- Valvata cristata – lapos kerekszájúcsiga
- Valvata naticina – kúpos kerekszájúcsiga
- Valvata piscinalis – változékony kerekszájúcsiga
- Valvata pulchella (macrostoma) – ritka kerekszájúcsiga

Viviparidae
- Viviparus acerosus – erős fialócsiga
- Viviparus contectus – kurta fialócsiga

## Kagylók
Corbiculidae

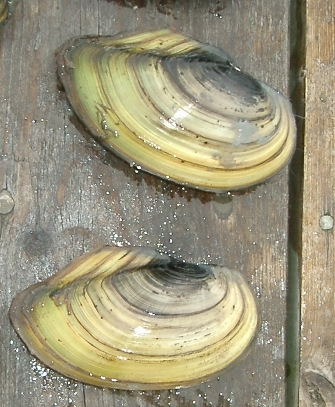
Európai tavikagyló.

- Corbicula fluminalis – folyami kosárkagyló
- Corbicula fluminea – nagy kosárkagyló

Dreissenidae
- Dreissena bugensis – bugi vándorkagyló
- Dreissena polymorpha – változékony vándorkagyló

Sphaeriidae
- Musculium lacustre – horgasbúbú gömbkagyló
- Pisidium amnicum – nagy borsókagyló
- Pisidium casertanum – gyakori borsókagyló
- Pisidium henslowanum – dudoros borsókagyló
- Pisidium milium – pirosas köleskagyló
- Pisidium moitessierianum – búbredős borsókagyló
- Pisidium nitidum – fényes borsókagyló
- Pisidium obtusale – tompa borsókagyló
- Pisidium personatum – lapos borsókagyló
- Pisidium pseudosphaerium – hamis gömbkagyló
- Pisidium pulchellum – pompás borsókagyló
- Pisidium subtruncatum – csonka borsókagyló
- Pisidium supinum – háromsarkú borsókagyló
- Pisidium tenuilineatum – sűrűbarázdás borsókagyló
- Sphaerium corneum (nucleus) – hasas gömbkagyló
- Sphaerium rivicola – folyami gömbkagyló
- Sphaerium solidum – szilárd gömbkagyló

Unionidae
- Anodonta anatina (anatina attenuata) – ázsiai tavikagyló
- Anodonta cygnea (cygnea solearis) – európai tavikagyló
- Pseudanodonta complanata – lapos tavikagyló
- Sinanodonta woodiana – kínai tavikagyló
- Unio crassus (crassus cytherea, c. albensis, c. ondovensis) – tompa folyamkagyló
- Unio pictorum – édesvízi festőkagyló
- Unio pictorum latirostris – csúcsos édesvízi festőkagyló
- Unio pictorum tisianus – déli édesvízi festőkagyló
- Unio tumidus (tumidus zelebori) – hegyes folyamkagyló